# Cassida deflorata
Cassida deflorata — жук підродини щитоносок з родини листоїдів.

## Поширення
Поширений в Алжирі, під Франції, в Італії, Марокко, Португалії та Іспанії.

## Екологія та місцеперебування
Кормовими рослинами є представники родини айстрових (Asteraceae): жовтозілля попелясте (Senecio cineraria), Cirsium dyris, артишок іспанський (Cynara scolymus), лопух справжній (Arctium lappa), будяк мілкоголовчатий (Carduus tenuiflorus), і розторопша плямиста (Silybum marianum).